# Inés, esposa de Ramiro I de Aragón
Inés fue la segunda esposa de Ramiro I de Aragón. Era hija del duque Guillermo V de Aquitania.
Tras la muerte de su esposa Gisberga, Ramiro I de Aragón aparece en la documentación con una esposa llamada Inés. Este rey murió el 8 de mayo de 1063 y se cree que Inés lo sobrevivió, después de haber estado casados durante una década. No parecen haber tenido hijos. Puesto que su nombre (Agnes) era usado con frecuencia en la familia de los duques de Aquitania y la familia de Ramiro repetidamente hizo alianzas matrimoniales con la familia ducal, se ha propuesto que la propia Inés también derivase de esa dinastía aunque se ha discutido exactamente el parentesco, pero al final era hija del duque Guillermo V de Aquitania.